# Seán Patrick O’Malley
Seán Patrick O’Malley O.F.M.Cap. (Lakewood, 1944. június 29. –), amerikai katolikus szerzetespap, bíboros, a Bostoni főegyházmegye érseke. A Kiskorúak Védelmének Pápai Bizottsága elnöke.

## Élete
Belépett a kapucinus rendbe, örökfogadalmát 1965. július 14-én tette le. Fidelis Szeminárium Butlerben, egy washingtoni vallási főiskola és a washingtoni Katolikus Egyetemen. PhD fokozatot szerzett spanyol és portugál irodalomból. John McDowell, Pittsburgh segédpüspöke 1970. augusztus 29-én szentelte pappá.
1969–1973 között az Amerikai Katolikus Egyetemen tartott előadásokat. Ezután a Washingtoni főegyházmegyében dolgozott spanyol, portugál és haiti származású emberek lelkipásztoraként. 1984 júniusában az Amerikai Virgin-szigeteken található Saint Thomas-i egyházmegye koadjutor püspökévé nevezték ki. 1984. augusztus 2-án szentelte püspökké a Charlotte Amalie-i Szent Péter és Pál székesegyházban Edward John Harper, az egyházmegye püspöke James Hickey washingtoni érsek és Eugene Marino, az egyházmegye segédpüspöke kíséretében). Washington). 1985 októberében Harper püspök nyugdíjba vonulása után átvette a püspöki hivatalt az egyházmegyében. 1992 júniusában a Fall River-i, 2002 szeptemberében pedig a Palm Beach-i püspöki székbe költözött. Különleges pápai meghívásra részt vett 1998 őszén a Vatikánban az Óceániai Püspöki Világszinódus különleges ülésszakán. Emellett felügyelő volt a közép-amerikai és a karibi vallási szemináriumokban.
2003 júliusában Bernard Law bíborost követte a Bostoni főegyházmegye élén. 2006 februárjában XVI. Benedek pápa bejelentette bíborosi kinevezését, 2006 márciusában az O'Malley-i konzisztórium ünnepségén elnyerte a Santa Maria della Vittoria bíboros-presbiteri címét. 2006 szeptemberében a világ néhány bíborosának egyikeként blogot indított, amelyben hetente egyszer kommentálja a helyi és egyetemes egyház életének azon aktuális eseményeit, amelyben személyesen is részt vett.
Részt vett a 2013-as konklávén, ahol Ferenc pápát megválasztották.
Ferenc pápa döntése értelmében 2013. április 13-a óta tagja egy kilenc bíborosi tanácsadóból álló csoportnak, a Bíborosi Tanácsnak, akik tanácsot adnak a pápának az egyház igazgatásban és a Római Kúria reformjával kapcsolatos ügyekben.
2014. március 22-től az újonnan megalakult Kiskorúak Védelmének Pápai Bizottságának tagja..
2018. október 30-án a Bizottság elnöke lett Donald Wuerl bíborost felváltva.

## Fordítás
Ez a szócikk részben vagy egészben  a   Seán O’Malley című lengyel Wikipédia-szócikk ezen változatának fordításán alapul.  Az eredeti cikk szerkesztőit annak laptörténete sorolja fel. Ez a jelzés csupán a megfogalmazás eredetét és a szerzői jogokat jelzi, nem szolgál a cikkben szereplő információk forrásmegjelöléseként.